# Le avventure di Pinocchio (miniserie televisiva)
Le avventure di Pinocchio è uno sceneggiato televisivo tratto dall'omonimo romanzo di Carlo Collodi, diretto dal regista Luigi Comencini, e trasmesso per la prima volta dalla televisione italiana sul Programma Nazionale nell'aprile 1972, suddiviso in cinque puntate, per una durata totale di 280 minuti. Fu poi replicato, sempre in cinque puntate, in occasione del decennale della pellicola nel 1982 sempre sulla Rai TV1.
Comencini realizzò una versione più lunga, di 320 minuti, suddivisa in sei puntate. Tale versione fu adattata anche in francese, da Pierre Cholodenko, per esser trasmessa nel dicembre 1972 dall'emittente Première chaîne de l'ORTF. La versione a sei puntate fu riprodotta in versione home video, quindi digitalizzata e trasmessa sulle emittenti digitali Rai Movie e TV2000.
Nonostante all'epoca la Rai trasmettesse ancora in Bianco e nero, lo sceneggiato, in un'ottica di co-produzione e distribuzione internazionale dell'opera, fu invece realizzato a colori.
Fu distribuita anche in una versione cinematografica della durata di 135 minuti, pubblicata anche in home video.

## Storia
L'idea nacque già nel 1963, quando Comencini e Suso Cecchi D'Amico, scaduti i diritti d'autore sull'opera di Collodi nel 1940, cominciarono a scrivere una nuova sceneggiatura a quattro mani, ma poi rinunciarono sapendo che anche Federico Fellini aveva intenzione di girare un film su tale storia.
Il regista volle dare al "suo" Pinocchio una visione particolarmente delicata e poetica, restituendo una patina di sommessa malinconia all'intera vicenda, nonostante la partecipazione di alcuni attori conosciuti, più che altro, per le loro interpretazioni in ruoli comici. Secondo Paolo Mereghetti, lo sceneggiato ebbe un "cast perfettamente azzeccato", con una soddisfacente riduzione dal libro con "più realismo sociale a (lieve) discapito della componente fantastica".
Gli attori protagonisti furono Andrea Balestri (Pinocchio), Nino Manfredi (Geppetto), Gina Lollobrigida (Fata Turchina), Franco Franchi (il Gatto), Ciccio Ingrassia (la Volpe), Vittorio De Sica (il giudice), Lionel Stander (Mangiafoco) e Domenico Santoro (Lucignolo).

## Trama
Lo sceneggiato racconta le note vicende di Pinocchio, un burattino che deve imparare ad essere un buon figlio per il suo creatore, il vecchio e povero falegname Geppetto, per poter diventare definitivamente un bambino.

### Prima puntata
Toscana, XIX secolo. In un piccolo paesino montano della regione, sul finire dell'inverno giunge la carovana di un famoso burattinaio, Mangiafoco, prima di partire per le lontane Americhe nella bella stagione. Mentre i due musicisti del burattinaio, il Gatto e la Volpe, fanno l'annuncio, un manifesto dello spettacolo va in faccia a Geppetto, un falegname vedovo che, ispirato dalla figura della marionetta sul pezzo di carta, decide di fabbricarsi un burattino di legno a sua invenzione per poter viaggiare il mondo e procurarsi da mangiare, dato lo scarso lavoro commissionatogli. Il vicino di Geppetto, Mastro Ciliegia, anche lui falegname, ma benestante, decide di rifarsi la gamba del tavolo, ma il ciocco che intende usare parla e si lamenta. Per liberarsene, Ciliegia regala il legno a Geppetto, venuto a chiedergli di prestargli un tronco per la sua marionetta, ma non prima che il ciocco crei zizzania tra i due insultando e colpendo Geppetto, facendo ricadere la colpa su Mastro Ciliegia.
Tornato a casa, Geppetto lavora tutta la sera per costruirsi la marionetta, che decide di chiamare Pinocchio in onore di un amico. Quando Geppetto si accorge che il ciocco parla e si muove, dà la colpa alla fame e continua a lavorare credendo di immaginarsi di interagire con la marionetta, parlando pure con il quadro della sua defunta moglie. Durante la notte compare lo spirito della donna, reincarnatasi in una Fata. Mentre Geppetto dorme sfinito, la Fata propone al burattino un patto preciso: quello di farlo diventare un bambino temporaneo qualora si fosse comportato correttamente, altrimenti sarebbe ritornato di legno, fino a quando non avesse dimostrato la sua bontà in modo da essere bambino per sempre.
Il giorno dopo, Geppetto si accorge di avere un bambino in casa. Dando la colpa alla stanchezza e alla fame, il falegname scopre che il bambino non solo è vero, ma è anche Pinocchio, vale a dire il burattino costruito da lui il giorno prima e divenuto miracolosamente in carne ed ossa. Quest'ultimo, però, esce di casa e, inseguito da Geppetto, mette zizzania in città, facendosi pure inseguire da un pescatore a cui aveva rubato il pranzo. Dopo che Pinocchio è stato fermato dai carabinieri, Geppetto spiega a tutti che si era intagliato un burattino e che al suo posto era apparso un bambino la mattina seguente. Credendolo pazzo (nonché non adatto a mantenere un bambino) i carabinieri arrestano il falegname e affidano il piccolo a delle lavandaie, che lo perdono non appena si mette a piovere. Pinocchio torna a casa ma, non trovando nulla da mangiare, trova prima un uovo tra un cumulo di sporco fuori, scoprendo che l'uovo ormai ospita un pulcino, poi va a chiedere ai vicini, nel cuore della notte, da mangiare, ma uno di questi, non contento per lo "scherzo", gli butta addosso una secchiata d'acqua.

### Seconda puntata
Pinocchio torna a casa e, accendendosi un fuoco sul camino, si asciuga davanti a esso e scopre di non essere solo in casa: a fargli compagnia c'è anche un centenario Grillo parlante che gli fa la predica sul suo comportamento dicendogli che la Fata non sarà affatto contenta di tutto ciò. Per tutta risposta, Pinocchio gli tira addosso uno spargi-cenere, uccidendolo e rompendo il quadro della moglie di Geppetto. A quel punto Pinocchio ritorna di legno e i piedi, troppo vicini al fuoco, si bruciano.
Uscito di prigione, Geppetto torna a casa, rattristato dal fatto che ha scoperto che Pinocchio è scappato alle lavandaie e forse non è tornato a casa. Per fortuna, Mastro Ciliegia gli dice che Pinocchio sembra essere in casa, ma la porta è chiusa. Geppetto, passando dalla finestra, trova Pinocchio di legno, confondendosi ancora di più e spaventando Ciliegia, che stava sbirciando dalla finestra. Pinocchio, volendo i suoi piedi, promette a Geppetto che d'ora in avanti si sarebbe comportato bene. Geppetto gli offre un'altra possibilità e Pinocchio torna normale (spaventando ancora Ciliegia, appena ripresosi). Dopo aver mangiato tre pere trovate sulla finestra (cascate a Ciliegia), Geppetto fa a Pinocchio un vestito e un cappello con la carta, poi vende la sua giacca per comprare un abbecedario al figlio. Tutti al negozio sono confusi, finché Mastro Ciliegia non spiega la situazione, mostrando a loro Geppetto che saluta Pinocchio e corre verso il suo primo giorno di scuola.
Arrivato alla scuola, Pinocchio si distrae per la musica proveniente dal teatro ambulante di Mangiafoco e decide di vederlo, ma non avendo soldi per entrare decide di vendere l'abbecedario per i soldi del biglietto. Pinocchio si gode lo spettacolo, che il Gatto e la Volpe narrano, finché poi, affamati e stanchi, affidano il carillon a un bambino e vanno a mangiare. Proprio allora le marionette si accorgono di Pinocchio e lo invitano sul palco. Pinocchio li raggiunge, trasformandosi in burattino proprio quando Mangiafoco irrompe sul palco, catturando Pinocchio e rinchiudendolo nella gabbia della scimmia, ordinando agli altri di riprendere lo spettacolo.
Geppetto, accompagnato da Ciliegia, va a scuola a prendere Pinocchio, ma non vedendolo uscire chiede al bidello se l'abbia visto, il quale dice che non è mai entrato. Mentre Ciliegia consola Geppetto, questi si accorge che un bambino ha l'abbecedario di Pinocchio e scopre che è stato comprato dal padre del bambino da Pinocchio per vedersi lo spettacolo. Geppetto corre al teatro di Mangiafoco volendo dare una bella strigliata al figlio, ma scopre che hanno levato le tende da un pezzo e che Pinocchio è nelle mani di Mangiafoco. Infreddolito e con il cuore a pezzi, Ciliegia gli offre un sorso presso l'osteria per dimenticare tutto.
La carovana di Mangiafoco, che stava osservando la marionetta vivente, si ferma d'improvviso poiché il capo ha fame. Gatto e Volpe accendono un fuoco, ma con la neve e la pioggia dei giorni precedenti il fuoco fatica ad accendersi. Mangiafoco decide allora di bruciare il burattino vivente e ordina ai due musicisti di prenderlo, ma trovano solo un bambino (trasformato in tempo dalla fata per salvarlo dalle fiamme). Geppetto, nel frattempo, decide di seguire la carovana e salvare Pinocchio.
Mangiafoco, intanto, credendo che il Gatto e la Volpe gli stiano facendo uno scherzo di pessimo gusto, gli urla contro e così la Volpe gli risponde che lui e il gatto si licenziano (contro volere di Gatto). Per tutta risposta, Mangiafoco dà loro un colpo di fucile, che terrorizza i due, i quali scappano a gambe levate. Ottenendo finalmente la sua attenzione, Pinocchio gli spiega che il burattino era lui ma che si trasforma in burattino e bambino per via della Fata. Mangiafoco non lo segue, ma decide di riprendere a cucinare la sua cena e ordina al cocchiere di buttare Arlecchino nel fuoco. Pinocchio chiede pietà per il suo simile e si offre di buttarsi nel fuoco, anche se ciò significa non rivedere più suo padre. Mangiafoco si commuove (starnutendo) e consente a Pinocchio e Arlecchino di non essere bruciati, mangiando quindi il montone crudo.

### Terza puntata
Pinocchio decide di raccontare del padre a Mangiafoco. Questi, impietosito, gli dona nuovi vestiti e gli regala cinque zecchini d'oro da portare a Geppetto, raccomandandosi di non perderli e di non farli vedere a nessuno. Sulla strada del ritorno a casa, Pinocchio rincontra il Gatto e la Volpe, che, ormai disoccupati, si fanno passare per mendicanti invalidi e, scoperto delle monete, studiano un piano per soffiargliele. Sulle prime lo inducono a offrirgli una cena e poi lo convincono dell'esistenza di un terreno, il "campo dei miracoli", dove i suoi "miseri zecchini", se sotterrati, si sarebbero moltiplicati su di un albero. Il Grillo Parlante, reincarnatosi in una gallina, cerca di avvertire Pinocchio, ma viene zittito dal Gatto.
Dopo aver cenato presso un'osteria, Pinocchio viene risvegliato dall'oste a tarda notte e parte alla ricerca del Gatto e della Volpe. Questi, nel tentativo di soffiargli le monete con le cattive, si camuffano coprendosi con due lenzuola e lo inseguono per tutto il bosco. Il giorno dopo, Pinocchio è ancora inseguito e, scorgendo una casa, corre a chiedere aiuto. La casa si scopre essere abitata dalla Fata, che però si rifiuta di aiutarlo. Il Gatto e la Volpe acciuffano Pinocchio e lo insaccano nei loro lenzuoli, ma vedendo che Pinocchio non intende dirgli dove sono le monete decidono di impiccarlo a un albero. Gatto, appendendolo, molla la corda e Pinocchio pare morire per la caduta, ma si scopre che la Fata lo ha salvato trasformandolo in burattino e che gli ha dato sufficienti forze da poter raggiungere la sua casa, dove crolla all'ingresso, sotto lo sguardo stupefatto dei due malandrini.
Dopo essere stato visitato da due medici, Pinocchio risulta essere sano, ma i due dottori sono combattuti se lasciare che resti burattino o se meriti di tornare bambino. Il primo medico propone alla Fata di lasciarlo burattino perché è la punizione che merita, mentre il secondo dice che è meglio ritrasformarlo in bambino perché con il corpo di legno gli è impossibile provare il dolore della vera punizione: lo scappellotto. Congedati i medici, la Fata pone alcune domande a Pinocchio, ma ottiene come risposte molte bugie (o comunque versioni di comodo) e per questo motivo al burattino si allunga il naso. Pinocchio si pente di aver fatto tutto ciò e così finalmente la Fata trasforma il burattino in un bambino in carne e ossa, ma gli fa promettere che da quel giorno dovrà comportarsi onestamente se vuole essere riportato a Geppetto. Pinocchio promette nuovamente e poi esce per andare a riprendere i soldi che aveva nascosto, ma incontra di nuovo il Gatto e la Volpe, che riescono a convincerlo a seminare i soldi nel campo dei miracoli per moltiplicarli. Mentre Pinocchio corre a prendere l'acqua per annaffiare la buca, i due dissotterrano le monete e scappano.

### Quarta puntata
Su suggerimento di un contadino, Pinocchio denuncia il furto a un giudice del posto, che però, non credendogli, lo mette in prigione. Pinocchio resta in galera per quattro mesi, finché viene liberato grazie a un'amnistia. Geppetto, intanto, trova al porto da cui è partito il teatro ambulante e il vestitino di Pinocchio e si convince definitivamente che Mangiafoco ha rapito il suo bambino per portarlo con sé nelle lontane Americhe.
Quando esce di prigione, Pinocchio decide di ritornare alla casa della Fata. Sulla via s'imbatte in un mostro dall'alito di fumo simile a un serpente e scappa. Dopo essere cascato nel fango, scopre che il mostro non era nient'altro che uno scherzo di Carnevale di alcuni bambini, che ridono a crepapelle. Abbattuto il "mostro" a calci, Pinocchio ritorna al luogo in cui si dovrebbe trovare la casa della Fata, ma non trova altro che una tomba, sulla quale c'è scritto che quest'ultima è morta di dolore, poiché già era un essere morto. Dopo aver pianto per una giornata intera, Pinocchio cammina fino a che non trova una vigna e, in preda alla fame, tenta di rubare un grappolo d'uva, ma finisce imprigionato in una tagliola.
Il padrone della vigna gli assegna una crudele punizione, legandolo alla catena per prendere il posto dell'ormai defunto cane Melampo, e riceve in dono la libertà solo dopo aver abbaiato di notte e sventato il furto delle galline. Pinocchio decide di andare alla ricerca di suo padre e lo stesso contadino gli dice di aver visto Geppetto al porto. Pinocchio corre felice al mare proprio nel momento in cui Geppetto, imbarcatosi alla sua ricerca su una zattera, sta per essere travolto dalla tempesta. I due si salutano da lontano un attimo prima che Geppetto e la sua barca si inabissino. Pinocchio, non volendo perderlo di nuovo, si butta in mare per salvarlo, ma viene respinto sulla spiaggia dalle onde in un'altra città. Dopo aver saputo da un viandante che suo padre, se non è morto affogato, potrebbe essere stato divorato da un mostro marino noto come il Pesce-Cane, il burattino si convince ormai di essere rimasto solo al mondo. Subito dopo, Pinocchio incontra Lucignolo, uno scolaro svogliato che è fuggito di casa. Pinocchio si appoggia a lui e diventa complice di un furto di otto ciambelle che i due mangiano nascosti in un magazzino abbandonato sulla strada.

### Quinta puntata
Pinocchio si risveglia nel magazzino da solo, scoprendo che è stato abbandonato anche da Lucignolo e così ritorna in paese, chiedendo l'elemosina a diversi lavoratori, che gli rispondono la stessa cosa: chi non lavora non mangia, e che se vuole guadagnarsi anche un pezzo di pane, dovrà almeno fare qualcosa per loro. Cedendo alla fame, Pinocchio accetta di aiutare una donna dai capelli turchini di riempirle la caraffa e di portare la sua borsa a casa in cambio di un lauto pranzo. Sulla via, Pinocchio si accorge che la donna è la Fata e che la sua casa è tornata al suo solito posto.
Pinocchio racconta alla Fata ciò che gli è accaduto e quest'ultima gli riferisce che Geppetto è ancora vivo e che sarà lei stessa a farlo tornare appena il ragazzo imparerà a comportarsi correttamente. Così, Pinocchio decide di riprendere gli studi seriamente, diventando l'alunno modello della classe nel giro di alcuni mesi di duro lavoro e studio.
La Fata è ormai propensa al riportare Geppetto e dice a Pinocchio che organizzerà una festa per i suoi buoni voti, a cui sono invitati tutti i suoi compagni e pure il maestro. Il giorno in cui questa festa avrà luogo, Lucignolo fa ritorno in classe grazie ai carabinieri. Pinocchio, che ottiene dal maestro il permesso di sedersi accanto a lui, lo invita alla sua festa, ma il ragazzaccio declina l'invito e si fa cacciare dalla classe, scimmiottando il verso della pecora.
Pinocchio, che si fa cacciare anche lui dalla classe per lo stesso motivo, lo segue e lo accompagna, scappando dalla scuola, fino al magazzino dove hanno mangiato le ciambelle. Lucignolo gli spiega che è stufo di tutte le bugie che gli adulti non fanno altro che dirgli e tutte le stupidate che lo costringono a fare, come studiare, quindi fuggirà in un posto dove i ragazzi e i bambini possono fare tutto quello che vogliono dalla mattina alla sera: il Paese dei Balocchi. Affascinato dalle meravigliose promesse del Paese dei Balocchi ma combattuto per i risultati appena raggiunti, il burattino decide solo di aiutarlo ad accendere un fuoco per fermare il carro che lo porterà nel Paese.
Pinocchio torna a casa ormai tardi, quando la festa è ormai finita e la Fata sta dormendo. Lumaca, la cameriera, impiega diverse ore per vestirsi e aprirgli, ormai zuppo dall'improvvisa pioggia. Come se non bastasse il danno, Pinocchio, punito per essere scappato dalla scuola, ottiene pure la beffa con una cena finta di gesso e cartone da mangiare. Offeso, il ragazzo scappa e raggiunge Lucignolo per andare con lui nel Paese dei Balocchi, facendo giusto in tempo a salire sul carro con l'amico.
Dopo una giornata intera a giocare e a mangiare dolciumi (anche se Lucignolo, annoiato dall'atmosfera, sembrava aver più voglia di sigari), i ragazzi vanno a dormire, inconsapevoli di cosa li aspetta l'indomani, convinti di veder realizzate promesse che si riveleranno ben presto diverse da quello che si aspettavano.

### Sesta puntata
La mattina seguente, infatti, Pinocchio si risveglia con delle orecchie da somaro. Nascondendosele con un panno, va da Lucignolo per chiedere spiegazioni, ma lo trova con lo stesso problema. Avendo capito la vera natura del Paese dei Balocchi, quest'ultimo lo invita a scappare prima che si trasformino in asini. I due fanno in tempo solo a superare il muro che l'Omino di Burro, il postiglione e proprietario del Paese dei Balocchi, li riporti dentro sotto forma di somari, assieme a tutti gli altri bambini che hanno subito la stessa metamorfosi. Da parco giochi, il Paese diventa un mercato di vendita di somari. Un compratore è interessato a Pinocchio e Lucignolo, ma data la cocciutaggine di Lucignolo, solo Pinocchio viene venduto.
Pinocchio è ora di proprietà di un direttore di un circo, che lo obbliga a mangiare fieno e a imparare il numero del suo spettacolo a suon di frustate, facendolo debuttare davanti al pubblico danzando e saltando nel cerchio. Una sera, nel bel mezzo di uno spettacolo, Pinocchio riconosce tra il pubblico la Fata, addolorata nel vederlo in quello stato. Sorpreso per l'incontro, Pinocchio cade fatalmente dalla gradinata degli spalti e si azzoppa gravemente. Divenuto ormai inutilizzabile, al direttore non rimane altro che rivenderlo: Pinocchio viene così acquistato da un uomo che dalla sua pelle vorrebbe ricavare un tamburo. La Fata ha un ultimo incontro con lui: ormai delusa e non potendone più delle marachelle combinate da Pinocchio, rinuncia alla sua idea di trasformarlo nel bambino che Geppetto aveva da sempre desiderato, ma decide di compiere l'ultimo miracolo e farà in modo che si riunisca con il padre, per poi uscire una volta per tutte dalla vita di Pinocchio.
Il tamburino è intenzionato a gettarlo in mare per affogarlo, per poi scuoiarlo e farci con la sua pelle un nuovo tamburo. Grazie alla Fata, Pinocchio, in acqua, ritorna a essere un burattino di legno come prima, si stacca dalla corda e nuota quindi verso il largo, sotto lo sguardo sbalordito del tamburino. Tuttavia, Pinocchio viene inghiottito dal Terribile Pesce-cane, un mostro marino simile a una balena. Al suo interno, Pinocchio prima incontra un depresso tonno che aspetta che giunga la sua ora, poi ritrova Geppetto, sopravvissuto con le provviste delle navi divorate dal mostro.
Padre e figlio finalmente si ritrovano. Non solo: Geppetto, saputa tutta la storia, si lamenta tra sé e sé con la Fata del perché di tanta preoccupazione e di perché così tanti guai, ritenendosi lui stesso adatto a educarlo con metodi più civili rispetto ai suoi, definendola infine pure una strega più che una fata (questo insulto era anche già stato dato da Pinocchio nella terza puntata). Per tutta risposta, la Fata accetta il suo errore e Pinocchio diventa definitivamente un bambino e la sua anima esce dal burattino. Contro la decisione di Geppetto di continuare a vivere nel ventre del Pesce-cane, da lui ritenuta una situazione confortevole (lontano da compagnie malevole come quelle del Gatto, della Volpe e di Lucignolo), Pinocchio cerca di convincere invece il falegname a scappare da quella insolita prigione.
Pinocchio, infatti, ogni notte sale nella bocca del Pesce-cane che, avendo il raffreddore, dorme con la bocca aperta, permettendo a Pinocchio di godersi il panorama. Geppetto, una notte, lo scopre e lo raggiunge. Pinocchio allora gli dice che il Tonno è riuscito da poco a fuggire ed è lieto di aiutarli in una loro eventuale fuga. Geppetto è ancora restio all'idea di tornare sulla terraferma, ma Pinocchio si rifiuta di andarsene senza di lui. Alla fine, Geppetto si convince e i due salgono in groppa al Tonno.
Il giorno dopo, i tre raggiungono una spiaggia e il Tonno li lascia al bagnasciuga. Scorgendo in lontananza la casa della Fata, Pinocchio invita Geppetto a correre verso di essa, rassicurandolo che d'ora in poi nulla potrà più accadere a loro.

## Il burattino
Inizialmente per la realizzazione del burattino era stato chiamato l'artista Carlo Rambaldi, che successivamente ha dichiarato: «La Rai mi affidò dei provini per realizzare il burattino. Ricordo che venne un uomo della produzione a trovarmi in officina. Non sapevo che fosse un ingegnere meccanico. Mi pose diverse domande sui procedimenti adottati e sui meccanismi. Poi non seppi più nulla. Dopo un po' un mio collaboratore mi spiegò che avrebbero dovuto dipingere Pinocchio. Mentre il "Radiocorriere" annunciava la messa in onda della prima puntata. Ovviamente non era il mio Pinocchio». Rambaldi fece così ricorso al tribunale. «Solo una perizia avrebbe potuto stabilire se il Pinocchio che la Rai stava per trasmettere era lo stesso concepito da me». Disse inoltre: «Comencini e i produttori del film mi chiesero se potevo mettere a punto un Pinocchio meccanico dai movimenti credibili. Dovevo farlo a mie spese perché non c'erano soldi, dietro la promessa che dopo me lo avrebbero fatto realizzare in modo più professionale. Io feci questo pupazzo di Pinocchio e ricordo che Renato Guttuso, con cui stavo lavorando alle scene di una Carmen, voleva comprarlo a tutti i costi. Di pupazzi io ne feci tre: uno che scagliava il martello, uno che camminava, e un altro che parlava e gesticolava. Girammo dei provini a Cinecittà e alla fine dissi: “Quando avrete firmato il contratto con la Rai, chiamatemi”. Invece nessuno si fece più vivo. Mesi dopo, scopro che stanno facendo il film e stanno scopiazzando le mie invenzioni. Gli ho fatto causa. E l'ho vinta.»

## Colonna sonora
La celebre colonna sonora fu composta da Fiorenzo Carpi, e ha avuto molte reinterpretazioni. Fra i suoi brani si ricordano:
- il tema di Lucignolo (titoli di testa)
- il tema di Pinocchio o Birichinata (titoli di coda dei singoli episodi)
- il tema In cerca di cibo, di carattere melanconico
- il tema di Geppetto, anche interpretato come canzone da Nino Manfredi (titoli di coda dell'ultimo episodio)
- il tema della Fata Turchina o Tre per tre, anch'esso adattato in forma di canzone.
- Andrea Pinocchio (versione cantata da Andrea Balestri de “Il tema di Pinocchio”)

## Curiosità
- Il pisano Balestri fu scelto tra numerosi bambini delle scuole elementari toscane, convocati dal regista per l'audizione: nonostante la tenera età, era infatti di carattere vivace e ribelle, come richiesto. Tuttavia, in molte scene Balestri eseguì numerose interpretazioni con voce eccessivamente stridula, tanto che Comencini dovette far ridoppiare Balestri da sé stesso in fase di missaggio. Nonostante l'enorme successo, Balestri seguì solo parzialmente la strada del cinema. Da adulto, fu invitato a numerose trasmissioni e interviste, e si è occupato di un percorso video-teatrale itinerante dedicato al film di Comencini, in memoria del regista, morto nel 2007.
- Domenico Santoro (Lucignolo) era invece un ragazzino napoletano, orfano di padre e con dieci fratelli. Lavorava in un'officina di autoriparazioni e fu scelto grazie a un documentario TV sul lavoro minorile che Comencini aveva girato un anno prima. Dato il suo spiccato accento partenopeo, fu doppiato da uno sconosciuto ragazzino di Livorno, scelto dal regista in fase di missaggio[6]. Anche Santoro non seguì la strada del cinema: dopo aver lavorato sempre con Balestri in Torino nera (dello stesso anno), di carattere più riservato, ritornò nell'anonimato a Napoli.
- Ugo D'Alessio (Mastro Ciliegia), anch'egli attore di marcato accento napoletano, fu invece doppiato da Riccardo Billi, lo stesso attore che interpreta l'Omino di burro. Billi prestò anche la voce al Grillo Parlante nella canzone "Una stella cade" nel celeberrimo film animato prodotto dalla Disney nel 1940, e recitò in un ruolo secondario nel film Le avventure di Pinocchio di Giannetto Guardone del 1947.
- Mario Adorf, che interpreta il direttore del circo in questo sceneggiato, interpretò Geppetto nella miniserie televisiva del 2013 sullo stesso soggetto, realizzata dalla regista tedesca Anna Justice e ancora inedita in Italia.
- Il burattino di legno utilizzato nel film fu opera di Oscar Tirelli, che se ne curò anche durante le scene. Ne furono fatti tre esemplari: uno statico, il cui originale poi acquistato da un imprenditore di Nizza, uno meccanico, utilizzato per le scene in movimento, oggi conservato negli archivi della San Paolo Film di Milano, più una testa senza occhi (per le scene del movimento meccanico degli occhi), conservata nel Teatro Prati di Roma[7], e un altro acquatico, costituito da vari pezzi divisi e impermeabili, per le scene in acqua, conservati negli archivi Cinepat di Roma.
- Lo sceneggiato venne realizzato a colori, nonostante all'epoca la Rai trasmettesse ancora in bianco e nero (le trasmissioni a colori regolari della Rai inizieranno solo cinque anni dopo, il 1º febbraio del 1977).
- Il design del burattino si ispira ai disegni di Carlo Chiostri, uno tra i primi illustratori del romanzo di Collodi.
- Nel 2009 fu prodotta un'altra miniserie TV in 2 puntate basata sul romanzo collodiano andata in onda sulla Rai, dove si utilizza la stessa dinamica di questa: Pinocchio interpretato da un attore in carne e ossa che torna burattino quando fa le monellerie.

## Luoghi delle riprese
A dispetto dell'ambientazione toscana della novella di Collodi, lo sceneggiato fu girato principalmente nel Lazio, tra le province di Roma e di Viterbo:
- Farnese (Viterbo) - set utilizzato per l'inizio della vicenda. Il borgo della Chiesa di Sant'Umano è la casa di Geppetto, di Mastro Ciliegia e Bottega di Teodoro. Casa Farnese, in centro paese, c'è la finta stazione dei Carabinieri. Dietro il Monastero delle Clarisse c'è sia il luogo delle scene del Lavatoio sia la casa del paesano che tira l'acqua dalla finestra in testa a Pinocchio. Via Colle S. Martino (retro del Municipio) è invece il luogo della scena del "Palazzo Scolastico" e dell'Osteria "Vendita Vino".
- Ischia di Castro (Viterbo) - Il ponte dove Geppetto cerca Pinocchio, situato nel Fiume Fiora.
- Isola Farnese (Roma) - L'Osteria del Gambero Rosso.
- Lago di Martignano - La casina della Fata[9], la tomba della Fata.
- Antemurale del Porto di Civitavecchia (Roma) - Ricostruzione (nella parte interna) del borgo dei pescatori dal quale, su una piccolissima barchetta, parte Geppetto per le lontane Americhe in cerca di Pinocchio; sull'esterno del molo, scena dell'arrivo di Pinocchio che si tuffa in aiuto di Geppetto già in balia dei marosi: ambedue vengono inghiottiti dal mare.
- Colle Fiorito (Guidonia) - Il Paese dei Balocchi; le scene furono girate nei Baracconi, dei capannoni adibiti alla essiccazione del tabacco, poi demoliti a metà degli anni novanta per costruire il primo centro commerciale della zona: Piazza Italia, Centro commerciale La Triade.
- Saline di Tarquinia (Viterbo) - Il paese dove Pinocchio conosce Lucignolo, ritrova la Fata creduta morta, con la sua casina sul lago, e frequenta la scuola.
- Teatro Sociale di Amelia (Terni) - Il circo in cui Pinocchio, tramutato in somaro, è maltrattato dal direttore e finisce con il rompersi una zampa.
- Spiaggia di Torre Astura (Nettuno) - La spiaggia dove approdano Pinocchio e Geppetto fuggiti dalla pancia del pescecane, alla fine dello sceneggiato.
- Caprarola (Viterbo) - La classe degli asini

## Galleria d'immagini

Andrea Balestri è Pinocchio
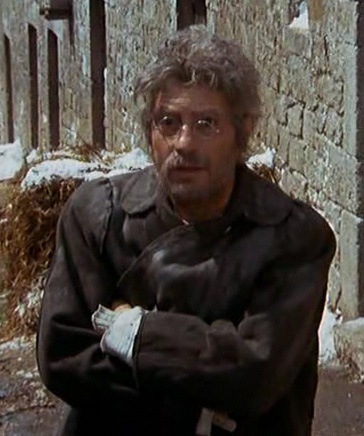
Nino Manfredi è Geppetto
Gina Lollobrigida è la fata dai capelli turchini
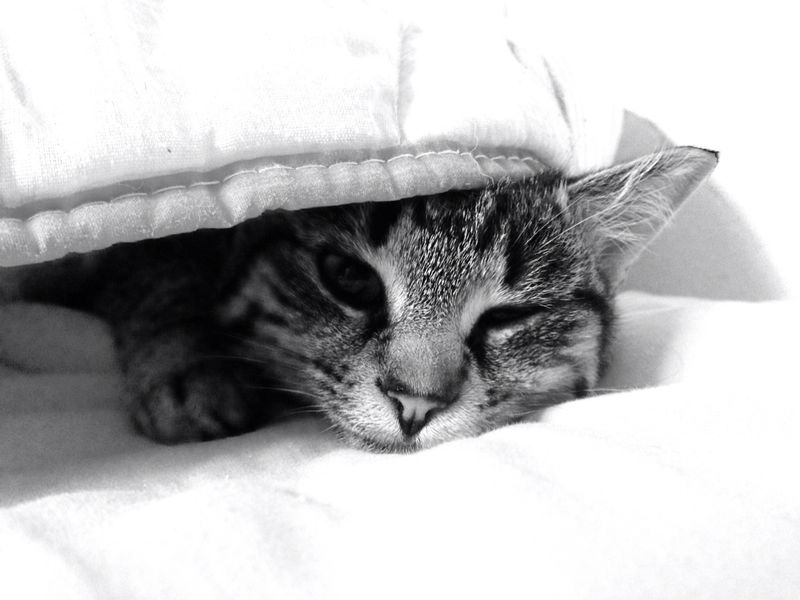
Franco Franchi è il Gatto
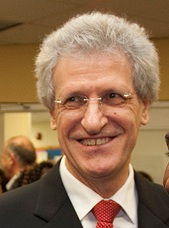
Ciccio Ingrassia è la Volpe